# كالاماينو
کالاماينو (بالإنجليزية: Kalamainu)‏ امرأة من امرأتين سحليتين تحتفظان بنفوس الموتى سجينة في ميثولوجيا هاواي. اسم المرأة الأخرى كيليوا Kilioa.